# Црмница (област)
Црмница је од давнина један од саставних дијелова Старе Црне Горе. Данас се административно налази на територије општине Бар.

## Назив
Владика Сава Петровић тај крај назове Црвницом. Милан Шуфлај назив Црмница повезује са Црвеном Хрватском.

## Географија
Налази се између Паштровића, Ријечке нахије, Шестана и Скадарског језера. На југу и истоку је ограђена планинама Суторманом, Созином и Румијом. Црмница је најбогатији крај Црне Горе. Осим осталога ту успијева разно воће, позната је po виноградима и производњи вина од аутохтоне сорте Вранац. У Црмници има и извора петролеја.
Сједиште области је насеље Вир (Вирпазар).
Кроз Црмничко поље протичу ријеке Црмница и Ораховштица (Ораоштица), које се код Вира спајају у ријеку Вирштицу, а која се након кратког тока улива у Скадарско језеро.

## Историја
Због благе климе и плодности ова област је била чувена одавно, у њој су зетски владаоци подизали дворове и манастире.
Први помен о Црмници имамо у Краљевству Словена попа Дукљанина, у другој половини 12. вијека, гдје се, у латинској редакцији, као једна од области Зете наводи и Cermeniza. У повељи врањинском манастиру српског краља Владислава из 1242, спомињу се готово сва и данас позната села у Црмници и каже се, да је она у то вријеме била густо насељена. Тада је у њој било и Арбанаса као пастира. У топографији овога краја одржала су се нека арбанашка имена и до данас.
Црмница се дијелила на 7 племена: Дупило, Подгор, Брчели, Сотонићи, Бољевићи, Лимљани и Глухи До. Процес формирања племена окончан је током 17. i 18. вијека. Дио племена Дупила доселио се у 16. вијеку из Васојевића. Пламенци у Бољевићима казују, да су из Босне, Штиљановићи и Неранџићи из Приморја, Хајдуковићи у Подгорима су из Хота, Ђоновићи у Брчелима из Миридита, Иличковићи из Куча, а Поповићи из Скадра. У Лимљанима живи старо братство Клисићи. Из племена Бољевића је био у 17. вијеку владика Руфим. Из истог племена је и владика Арсеније Пламенац, који је у периоду 1781—1784. управљао Црном Гором.
На домаку Жабљака, Бара, и Скадра Црмница је била на удару Турцима, те је била од њих више зависна него други даљи крајеви Црне Горе.
Из Црмнице је одлазило доста печалбара, прво у Цариград и Турску, код европских друштава и предузећа која су концесионо експлоатисала тамошња природна богатства. Кући се враћају са разним индустријским производима и воћкама и лозом за сађење. У прве три деценије 20. века се доста иде у Америку, често на рад у рудницима. Печалбари су по цену младости и здравља унапређивали своју породицу, имовину и заједницу.
Црмнички партизани су у Другом светском рату имали око 500 жртава. Под патосом читаонице у Подгори пред Тринаестојулски устанак 1941. године партизани су сакрили 72 пушке, 2 пушкомитраљеза, 1 митраљез, 6 сандука муниције и 5 сандука ручних бомби. За овај магацин били су одговорни Блажо Љутица и Јован Томовић. Иста количина оружја и муниције била је у складишту села Лимљани. У магацину у сеоцима било је око 50 пушака, 2 пушкомитраљеза и већа количина муниције и бомби. Магацин је чувао Мило М. Орландић.

## Насељена мјеста
Сљедећа насељена мјеста се налазе у области:
| - Бољевићи - Браћени - Бријеге - Буковик - Вирпазар - Глухи До - Годиње - Горњи Брчели | - Доњи Брчели - Дупило - Забес - Комарно - Крњице - Лимљани - Мачуге - Миковићи | - Орахово - Овточићи - Попратница - Сеоца - Сотонићи - Томићи - Трново - Утрг |

## Занимљивости
Црмничани су били сујевјерни, вјеровали су у вјештице, па их митрополит Петар 1830. године кори: Ја сам по свијету у нека мјеста ходио и неколико књигах читао и нигђе не нађох, нити ми ко каза да има вјештицах и вједогоњах, нако међу слијепим и жалостним србским народом, а зашто него зато што је слијеп и зашто више лажи вјерује, неголи јевангелије Христово...
Машо Ђуровић, који је и сам био Црмничанин, у својој здравици поручује Николи I: Сачувај те Бог и крсна слава, господаре:...од љубоморе црмничке...
У говору локалног становништва ова област се назива Црмица, а њени становници Црмичани.

## Манастири и цркве
У Црмници се налазе три манастира и више цркава Српске православне цркве:
- манастир Орахово
- манастир Доњи Брчели
- манастир Горњи Брчели

## Познати Црмничани
- Јован Пламенац, политичар и сердар
- Јован Пламенац, политички филозоф и професор на Универзитету Оксфорд
- Илија Пламенац, војвода, војсковођа, политичар и први градоначелник Подгорице (1879-1886)
- Петар Пламенац, политичар и дипломата
- Раде Туров Пламенац, сердар
- Машо Ђуровић, војвода
- Руфим Бољевић, митрополит цетињски Пећке патријаршије
- Арсеније Пламенац, митрополит цетињски
- Јован Пламенац, парох барски
- Јован Томашевић, организатор КП у Црној Гори
- Светозар Вукомановић Темпо, револуционар, учесник НОБ-а, друштвено-политички радник СФРЈ и СР Црне Горе, јунак социјалистичког рада и народни херој Југославије
- Блажо Јоша Орландић, учесник НОБ-а и народни херој Југославије
- Блажо Јока Орландић, учесник НОБ-а и народни херој Југославије
- Мило Бошковић, љекар, учесник НОБ-а и народни херој Југославије
- Бранко Ђоновић, графички радник, учесник НОБ-а и народни херој Југославије
- Ристо Лекић, револуционар, учесник НОБ-а и народни херој Југославије
- Владимир Владо Поповић - Шпанац, учесник Шпанског грађанског рата и НОБ-а, друштвено-политички радник и дипломата СФРЈ и народни херој Југославије
- Нико Роловић, учесник НОБ-а и народни херој Југославије
- Владимир Владо Роловић, учесник НОБ-а, друштвено-политички радник СФРЈ и СР Црне Горе, амбасадор и народни херој Југославије
- Јован Стојановић, учесник НОБ-а и народни херој Југославије
- Дарко Пајовић, политичар и дипломата Црне Горе
- Срђан Милић, политичар
- Игор Лукшић, политичар, министар и предсједник Владе Црне Горе
- Бранимир Гвозденовић, политичар
- Зоран Срзентић, политичар и предсједник општине Бар
- Јанко Ђоновић, пјесник

## Галерија
- Црмница, као једна од језерских жупа у XI вијеку
- Поход војске на Бар, преко Црмнице, 1448. године
- Језерске жупе XI вијека.
- Диоклитијско језеро у XI вијеку.